# Монтаева, Каракыз
Каракыз Монтаева (1904 год, аул Ченгильды,Туркестанский край, Российская империя — 25 декабря 1988 год) — колхозница, чабан, Герой Социалистического Труда (1966).

## Биография
Монтаева Каракыз – старший чабан совхоза «Сыр-Дарья» Сарыагачского района Чимкентской области Казахской ССР.
Родилась в 1904 году в ауле Ченгильды Ташкентского уезда Сырдарьинской области Туркестанского края, ныне – Сарыагашский район Туркестанской области Казахстана. По национальности казашка.
С 1937 года работала старшим чабаном в совхозе «Ходжа-Тугай» Кзыл-Кумского района, затем – «Дарбаза» Сары-Агачского района Южно-Казахстанской области Казахской ССР. В 1941 году она, проводив мужа на фронт, приняла его отару каракульских овец.
С 1944 года Каракыз Монтаева – старший чабан каракулеводческого совхоза «Сыр-Дарья» Сарыагачского района Южно-Казахстанской (в 1962–1992 годах – Чимкентской) области.
Работая в колхозе «Сыр-Дарья» Каракыз Монтаева ежегодно выращивала в среднем по 148—160 ягнят от 100 овцематок. Указом Президиума Верховного Совета СССР от 22 марта 1966 года «за достигнутые успехи в развитии животноводства, увеличении производства и заготовок мяса, молока, яиц, шерсти и другой продукции» удостоена звания Героя Социалистического Труда с вручением ордена Ленина и золотой медали «Серп и Молот».
По итогам работы в 7-й семилетке (1959–1965) в отаре К. Монтаевой ежегодный приплод составлял по 148–160 ягнят от каждой сотни овцематок. У неё были самые лучшие показатели по сдаче мяса, шерсти и первосортного каракуля среди овцеводов Сарыагачского района.
Проживала в селе Каракалпак Сарыагачского района Чимкентской области (ныне – Сарыагашского района Туркестанской области). С мужем Спакожа они воспитали шестерых детей, которые также трудились в животноводстве.
Неоднократно избиралась депутатом Каракалпакского сельского Совета депутатов трудящихся.
Скончалась 25 декабря 1988 года.
Награждена орденом Ленина (22.03.1966), медалями, в том числе «За трудовое отличие» (29.03.1958).